# Кучинский, Архип Фёдорович
Архи́п Фёдорович Кучи́нский (1867 — после 1917) — член III Государственной думы от Минской губернии, крестьянин.

## Биография
Православный, крестьянин Кищино-Слободской волости Борисовского уезда.
Окончил начальное училище. Восемь лет был учителем школы грамотности. Занимался земледелием (30 десятин).
В 1907 году был избран членом III Государственной думы от Минской губернии. Входил во фракцию умеренно-правых, с 3-й сессии — в русскую национальную фракцию. Состоял членом комиссий: о мерах борьбы с пьянством, сельскохозяйственной, по делам местного самоуправления и финансовой. Выступал за введение земства в западных губерниях:

Введение земства в шести западных губерниях весьма желательно и необходимо вот почему. Всем вам, господа, известно, что в тех российских губерниях, в которых введено земство, порядок гораздо лучше во всех отношениях. Школы там в лучшем виде, их там гораздо больше. Я имел счастье разговаривать с членом Государственной Думы Мерзляковым, который является представителем Вятской губернии. Он мне рассказал, что у них в селах есть много гимназий, между тем, как в нашей губернии, к которой я принадлежу, — Минской, нет городских училищ, за исключением уездного города. Я думаю, это потому, что училища наши русские, а край наш ополячен и из местных средств нам не дают денег на эти училища. Вот положение нас, русских людей, в Западном крае. Здесь говорилось часто с этой высокой трибуны, что Западный край русский, и действительно, господа, Западный край русский, я согласен. Но каково положение нас, русских, в Западном крае? Если вы, господа, на самом деле признаете, что Западный край русский, то дайте же нам, русским, права и дайте же нам русское управление, которое уже есть в России.

Судьба после 1917 года неизвестна. Был женат.